# Diethylentriaminpentaessigsäure
Diethylentriaminpentaessigsäure (DTPA) ist eine fünfprotonige Säure und chemisch mit der EDTA verwandt. Sie wird als chelatisierender Komplexbildner verwendet. Ihre Salze werden „Pentetate“ genannt.
Die ausgezeichneten Komplexbildungseigenschaften besonders bei Metall-Kationen mit großem Ionenradius prädestinieren DTPA für den Einsatz in der Medizin und der Landwirtschaft in Düngemitteln. Beispielsweise wird es in der Chelat-Therapie zum Entgiften nach Unfällen mit Schwermetallen und zur Komplexierung von Gadolinium als Kontrastmittel (Gadopentetat-Dimeglumin) bei MRT-Untersuchungen genutzt.

## Gewinnung und Darstellung
DTPA wird durch Umsetzung von Diethylentriamin mit Formaldehyd und Natriumcyanid in Gegenwart von Natriumhydroxid gewonnen.